# Biathlon na Zimowych Igrzyskach Olimpijskich Młodzieży 2012
Zawody w biathlonie na Zimowych Igrzyskach Olimpijskich Młodzieży 2012 odbywały się w dniach 15 - 19 stycznia 2012 roku. 
Zawodnicy i zawodniczki walczyli w trzech konkurencjach: w sprincie, biegu pościgowym oraz w sztafecie mieszanej. Łącznie rozdanych zostało pięć kompletów medali. Zawody odbywały się w Seefeld, położonym około 17 km na zachód od Innsbrucka, miasta-organizatora ZIOM 2012.

## Terminarz
| Data             | Godzina | Miejscowość | Konkurencja              | Złoto           | Srebro             | Brąz               |
| ---------------- | ------- | ----------- | ------------------------ | --------------- | ------------------ | ------------------ |
| 15 stycznia 2012 |         | Seefeld     | Sprint chłopców          | Cheng Fangming  | Rene Zahkna        | Aristide Bègue     |
| 15 stycznia 2012 |         | Seefeld     | Sprint dziewcząt         | Franziska Preuß | Galina Wiszniewska | Uljana Kajszewa    |
| 16 stycznia 2012 |         | Seefeld     | Bieg pościgowy chłopców  | Niklas Homberg  | Rene Zahkna        | Cheng Fangming     |
| 16 stycznia 2012 |         | Seefeld     | Bieg pościgowy dziewcząt | Uljana Kajszewa | Franziska Preuß    | Galina Wiszniewska |
| 19 stycznia 2012 |         | Seefeld     | Sztafeta mieszana        | Niemcy          | Norwegia           | Francja            |

## Wyniki

### Dziewczęta

#### sprint
| Pozycja | Zawodniczka        | Narodowość | Czas    | Liczba pudeł |
| ------- | ------------------ | ---------- | ------- | ------------ |
|         | Franziska Preuß    | Niemcy     | 17:27.7 | 1 (0+1)      |
|         | Galina Wiszniewska | Kazachstan | 17:55.2 | 2 (1+1)      |
|         | Uljana Kajszewa    | Rosja      | 18:00.9 | 2 (1+1)      |
| 4.      | Lotten Sjödén      | Szwecja    | 18:08.6 | 1 (1+0)      |
| 5.      | Natalja Gierbułowa | Rosja      | 18:14.5 | 1 (1+0)      |
| 6.      | Jessica Jislová    | Czechy     | 18:19.5 | 0 (0+0)      |
| 7.      | Julia Reisinger    | Austria    | 18:24.0 | 1 (1+0)      |
| 8.      | Lisa Vittozzi      | Włochy     | 18:42.8 | 1 (1+0)      |
| 9.      | Danielle Vrielink  | Kanada     | 18:45.9 | 1 (1+0)      |
| 10.     | Ivona Fialková     | Słowacja   | 18:47.2 | 1 (0+1)      |

#### Bieg pościgowy
| Pozycja | Zawodniczka        | Narodowość        | Czas    | Liczba pudeł |
| ------- | ------------------ | ----------------- | ------- | ------------ |
|         | Uljana Kajszewa    | Rosja             | 26:01.3 | 0 (0+0+0+0)  |
|         | Franziska Preuß    | Niemcy            | 26:29.2 | 2 (1+0+1+0)  |
|         | Galina Wiszniewska | Kazachstan        | 27:44.4 | 4 (0+2+1+1)  |
| 4.      | Lotten Sjödén      | Szwecja           | 28:05.6 | 3 (1+0+1+1)  |
| 5.      | Lisa Vittozzi      | Włochy            | 28:07.7 | 0 (0+0+0+0)  |
| 6.      | Julia Reisinger    | Austria           | 29:03.3 | 2 (1+0+0+1)  |
| 7.      | Jessica Jislová    | Czechy            | 29:04.2 | 2 (0+0+2+0)  |
| 8.      | Julija Żurawok     | Ukraina           | 29:16.8 | 0 (0+0+0+0)  |
| 9.      | Natalja Gierbułowa | Rosja             | 29:46.6 | 5 (2+1+0+2)  |
| 10.     | Anna Kubek         | Stany Zjednoczone | 30:28.5 | 4 (1+0+0+2)  |

### Chłopcy

#### Sprint
| Pozycja | Zawodnik               | Narodowość | Czas    | Liczba pudeł |
| ------- | ---------------------- | ---------- | ------- | ------------ |
|         | Cheng Fangming         | Chiny      | 19:21.7 | 1 (0+1)      |
|         | Rene Zahkna            | Estonia    | 19:43.0 | 1 (0+1)      |
|         | Aristide Bègue         | Francja    | 19:48.5 | 1 (1+0)      |
| 4.      | Stuart Harden          | Kanada     | 19:51.3 | 0 (0+0)      |
| 5.      | Kristian Andre Aalerud | Norwegia   | 20:04.4 | 2 (2+0)      |
| 6.      | Niklas Homberg         | Niemcy     | 20:05.4 | 1 (0+1)      |
| 7.      | Maksym Iwko            | Ukraina    | 20:28.4 | 3 (1+2)      |
| 8.      | Adam Václavík          | Czechy     | 20:32.5 | 1 (0+1)      |
| 9.      | Håkon Livik            | Norwegia   | 20:34.1 | 1 (0+1)      |
| 10.     | Michael Pfeffer        | Austria    | 20:35.3 | 3 (2+1)      |

#### Bieg pościgowy
| Pozycja | Zawodnik               | Narodowość | Czas    | Liczba pudeł |
| ------- | ---------------------- | ---------- | ------- | ------------ |
|         | Niklas Homberg         | Niemcy     | 28:43.1 | 4 (2+0+2+0)  |
|         | Rene Zahkna            | Estonia    | 28:52.6 | 4 (0+2+1+1)  |
|         | Cheng Fangming         | Chiny      | 28:57.7 | 7 (2+1+1+3)  |
| 4.      | Maximilian Janke       | Niemcy     | 29:40.6 | 4 (0+0+2+2)  |
| 5.      | Miha Dovžan            | Słowenia   | 30:01.4 | 1 (1+0+0+0)  |
| 6.      | Kristian Andre Aalerud | Norwegia   | 30:01.6 | 7 (2+1+1+3)  |
| 7.      | Stuart Harden          | Kanada     | 30:02.6 | 1 (0+0+0+1)  |
| 8.      | Aristide Bègue         | Francja    | 30:41.5 | 7 (1+4+1+1)  |
| 9.      | Håkon Livik            | Norwegia   | 30:46.3 | 4 (0+2+1+1)  |
| 10.     | Maksym Iwko            | Ukraina    | 31:01.4 | 7 (0+2+3+2)  |

#### Sztafeta mieszana
| Pozycja | Państwo  | Czas      | Liczba pudeł |
| ------- | -------- | --------- | ------------ |
|         | Niemcy   | 1:11:06.8 | 0+4, 0+3     |
|         | Norwegia | 1:13:11.7 | 0+3, 0+5     |
|         | Francja  | 1:13:27.8 | 0+5, 1+7     |
| 4.      | Ukraina  | 1:14:47.5 | 0+5, 3+7     |
| 5.      | Włochy   | 1:15:46.6 | 0+5, 0+6     |
| 6.      | Szwecja  | 1:16:02.9 | 3+9, 0+3     |
| 7.      | Czechy   | 1:17:11.5 | 0+7, 1+8     |
| 8.      | Estonia  | 1:17:29.3 | 1+8, 3+10    |
| 9.      | Kanada   | 1:17:29.7 | 3+5, 2+8     |
| 10.     | Białoruś | 1:17:36.8 | 4+7, 0+3     |